# Lonomia pseudobliqua
Lonomia pseudobliqua är en fjärilsart som beskrevs av Lemaire 1973. Lonomia pseudobliqua ingår i släktet Lonomia och familjen påfågelsspinnare. Inga underarter finns listade i Catalogue of Life.